# Boban Nikołow
Boban Nikołow (mac. Бобан Николов, ur. 28 lipca 1994 w Sztipie) – macedoński piłkarz, grający na pozycji pomocnika we włoskim klubie US Lecce. Od 2016 jest reprezentantem kadry narodowej.

## Kariera piłkarska

### Kariera klubowa
Pierwsze kroki piłkarskie stawiał w młodzieżowej drużynie Bregałnicy Sztip. Następnie przeniósł się do piłkarskiej akademii Gheorghe'a Hagiego. W 2012 podpisał swój pierwszy profesjonalny kontrakt z Viitorulem Konstanca. Rozegrał tam 37 spotkań i zdobył dwie bramki. W 2015 został zawodnikiem Wardaru Skopje. W sezonie 2015/2016 wraz z klubem sięgnęli po mistrzostwo kraju. W kolejnym sezonie Wardarowi udało się obronić tytuł i po raz drugi wygrali krajowe rozgrywki. W Macedonii rozegrał 64 spotkań, w których strzelił osiem goli. W 2018 podpisał trzyletnią umowę z węgierskim MOL Vidi FC. W pierwszym sezonie w nowych barwach zagrał w 13 meczach i zdobył trzy bramki. Drużyna wygrała mistrzostwo Węgier. Z kolei w sezonie 2018/2019 MOL Vidi zdobyło krajowy puchar.

### Kariera reprezentacyjna
Nikołow rozegrał wiele spotkań w młodzieżowych reprezentacjach Macedonii Północnej. Debiut w seniorskiej reprezentacji zaliczył 29 maja 2016 w towarzyskim spotkaniu z reprezentacją Azerbejdżanu. Pierwszego gola strzelił 24 marca 2017 w meczu z reprezentacją Liechtensteinu. Spotkanie to odbyło się w ramach eliminacji do Mistrzostw Świata 2018.
(aktualne na dzień 23 listopada 2019)
| Mecze w reprezentacji | Mecze w reprezentacji | Mecze w reprezentacji | Mecze w reprezentacji | Mecze w reprezentacji | Mecze w reprezentacji | Mecze w reprezentacji |
| Lp.                   | Data                  | Miejsce               | Przeciwnik            | Wynik                 | Rozgrywki             |                       |
| --------------------- | --------------------- | --------------------- | --------------------- | --------------------- | --------------------- | --------------------- |
| 1.                    | 29.05.2016            | Bad Erlach            | Azerbejdżan           | 3:1                   | Mecz towarzyski       |                       |
| 2.                    | 02.06.2016            | Skopje                | Iran                  | 1:3                   | Mecz towarzyski       |                       |
| 3.                    | 24.03.2017            | Vaduz                 | Liechtenstein         | 3:0                   | el. MŚ 2018           |                       |
| 4.                    | 02.09.2017            | Hajfa                 | Izrael                | 1:0                   | el. MŚ 2018           |                       |
| 5.                    | 05.09.2017            | Skopje                | Albania               | 1:1                   | el. MŚ 2018           |                       |
| 6.                    | 11.11.2017            | Skopje                | Norwegia              | 2:0                   | Mecz towarzyski       |                       |
| 7.                    | 23.03.2018            | Belek                 | Finlandia             | 0:0                   | Mecz towarzyski       |                       |
| 8.                    | 27.03.2018            | Aksu                  | Azerbejdżan           | 1:1                   | Mecz towarzyski       |                       |
| 9.                    | 06.09.2018            | Gibraltar             | Gibraltar             | 2:0                   | Liga Narodów UEFA     |                       |
| 10.                   | 09.09.2018            | Skopje                | Armenia               | 2:0                   | Liga Narodów UEFA     |                       |
| 11.                   | 13.10.2018            | Skopje                | Liechtenstein         | 4:1                   | Liga Narodów UEFA     |                       |
| 12.                   | 16.11.2018            | Vaduz                 | Liechtenstein         | 2:0                   | Liga Narodów UEFA     |                       |
| 13.                   | 19.11.2018            | Skopje                | Gibraltar             | 4:0                   | Liga Narodów UEFA     |                       |
| 14.                   | 21.03.2019            | Skopje                | Łotwa                 | 3:1                   | el. ME 2020           |                       |
| 15.                   | 24.03.2019            | Lublana               | Słowenia              | 1:1                   | el. ME 2020           |                       |
| 16.                   | 07.06.2019            | Skopje                | Polska                | 0:1                   | el. ME 2020           |                       |
| 17.                   | 10.06.2019            | Skopje                | Austria               | 1:4                   | el. ME 2020           |                       |
| 18.                   | 05.09.2019            | Beer Szewa            | Izrael                | 1:1                   | el. ME 2020           |                       |
| 19.                   | 09.09.2019            | Lipawa                | Łotwa                 | 2:0                   | el. ME 2020           |                       |
| 20.                   | 10.10.2019            | Skopje                | Słowenia              | 2:1                   | el. ME 2020           |                       |
| 21.                   | 13.10.2019            | Warszawa              | Polska                | 0:2                   | el. ME 2020           |                       |
| 22.                   | 19.11.2019            | Skopje                | Izrael                | 1:0                   | el. ME 2020           |                       |

## Sukcesy piłkarskie[4]

### Wardar Skopje
- Mistrzostwo Macedonii (2): 2015/2016, 2016/2017

### MOL Vidi FC
- Mistrzostwo Węgier (1): 2017/2018
- Puchar Węgier (1): 2018/2019